# Forggensee
Le Forggensee est un lac artificiel, situé au nord de la ville de Füssen, en Bavière, dans le Sud  de l'Allemagne.
Il est le cinquième plus grand lac de Bavière avec une superficie de 15,2 km2. Il est alimenté essentiellement par le Lech qui en est également l'émissaire.

## Activités
Le lac est connu pour être une destination touristique pour la pratique des sports aquatiques particulièrement. Il offre des conditions idéales pour la pêche et la voile. Il est peuplé de brochets, de truites et d'anguilles.
Le lac a été créé en 1954 sur le cours du Lech pour servir de réservoir et empêcher les crues lors de la fonte des neiges alpines.

## Source de la traduction
- (en) Cet article est partiellement ou en totalité issu de l’article de Wikipédia en anglais intitulé « Forggensee » (voir la liste des auteurs).